# Özgü Namal
Özgü Namal (Isztambul, (İstanbul tartomány, Törökország, 1978. december 28-án török színésznő.

## Élete
Isztambulban született.
A középiskolát az üsküdari Állami Líceumban végezte, ezt követően az Isztambuli Egyetem Állami Konzervatórium színház szakán diplomázott.
2004-ben a Büyü (Varázslat) és az Anlat İstanbul (Isztambuli mesék) filmekben kapott szerepet, valamint ugyanebben az évben az Isztambuli Állami Színház Taraf Tutmak darabjában lépett fel.
2007-ben főszerepet kapott az Mutluluk (Boldogság) c. filmben (rendezte: Abdullah Oğuz), és az alakításáért elnyerte a 44. Antalyai Filmfesztivál Arany Narancs-díjat a „legjobb színésznő” kategóriában.
2009-től az egyik legnézettebb török televíziós sorozatban is szerepelt (Hanımın Çiftliği – Az asszony földje).
2013-ban a Hande Altaylı Kahperengi c. regényéből adaptált Merhamet ("Együttérzés") c. televíziós sorozatban Narin szerepét alakítja.

## Filmográfia
| alkotás           | szerep       | év   | rendezte                                                            |
| ----------------- | ------------ | ---- | ------------------------------------------------------------------- |
| Sır Çocukları     | Zeynep       | 2002 | Ümit Cin Güven Aydın Sayman                                         |
| Büyü              | Sedef        | 2004 | Orhan Oğuz                                                          |
| Anlat İstanbul    | Şenay        | 2004 | Ümit Ünal, Kudret Sabancı, Selim Demirdelen, Yücel Yolcu, Ömür Atay |
| Organize İşler    | Umut Ocak    | 2005 | Yılmaz Erdoğan                                                      |
| Beynelmilel       | Gülendam     | 2006 | Sırrı Süreyya Önder, Muharrem Gülmez                                |
| Polis             | Funda        | 2006 | Onur Ünlü                                                           |
| Sihirli Oyuncakçı | szinkronhang | 2007 | Zach Helm                                                           |
| Bratz             | szinkronhang | 2007 | Sean McNamara                                                       |
| Mutluluk          | Meryem       | 2007 | Abdullah Oğuz                                                       |
| Güneşin Oğlu      | Şule         | 2008 | Onur Ünlü                                                           |
| İncir Çekirdeği   | Heda         | 2008 | Selda Çiçek                                                         |
| O... Çocukları    | Dona         | 2008 | Murat Saraçoğlu                                                     |

| alkotás               | évad      | szerep       | megjegyzés |
| --------------------- | --------- | ------------ | ---------- |
| Affet Bizi Hocam      | 1998      | Nehir        |            |
| İkinci Bahar          | 1998      | Öğrenci      |            |
| Kerem                 | 1999      | Ayla         |            |
| Karate Can            | 2000      | Zeliha       |            |
| Fosforlu Cevriye      | 2000      | Ayten        |            |
| Yeditepe İstanbul     | 2001      | Duru         |            |
| Bir Filiz Vardı       | 2001      | Genç Filiz   |            |
| Cinlerle Periler      | 2001      |              |            |
| Beşibiryerde          | 2002      | Ahu          |            |
| Havada Bulut          | 2002      | Yorgiya      |            |
| Kurtlar Vadisi        | 2003–2005 | Elif Eylül   |            |
| Bebeğim               | 2006      | Emel Erter   |            |
| Nerede Kalmıştık      | 2008      | mv.          |            |
| Benim Annem Bir Melek | 2008      | Durusu can   |            |
| Masumlar              | 2009      | Zeynep       |            |
| Hanımın Çiftliği      | 2009–2011 | Güllü, Serap |            |
| Koyu Kırmızı          | 2012      | Ümit         |            |
| Merhamet              | 2013      | Narin        |            |

## Fordítás
- Ez a szócikk részben vagy egészben  az   Özgü Namal című török Wikipédia-szócikk fordításán alapul.  Az eredeti cikk szerkesztőit annak laptörténete sorolja fel. Ez a jelzés csupán a megfogalmazás eredetét és a szerzői jogokat jelzi, nem szolgál a cikkben szereplő információk forrásmegjelöléseként.

## További információ
- Özgü Namal a PORT.hu-n (magyarul)
- Özgü Namal az Internetes Szinkronadatbázisban (magyarul)
- Özgü Namal az Internet Movie Database-ben (angolul)
- Özgü Namal a Rotten Tomatoeson (angolul)